# Jenő Rejtő
Jenő Rejtő (n. Jenő Reich; n. 29 martie 1905, Budapesta, Austro-Ungaria – d. 1 ianuarie 1943, Evdakovo⁠(d), RSFS Rusă, URSS), pseudonime literare: P. Howard, Gibson Lavery, a fost un scriitor și jurnalist maghiar de etnie evreiască. Este mai ales autorul a multe romane de aventuri considerate la apariția lor din categoria literaturii de consum, adică fără valoare artistică, dar cărora li s-au găsit la mult timp după moartea lui reale calități literare.

## Viața și cariera
Jenő Rejtő avut o viață tumultuoasă și un sfârșit tragic.

### În Ungaria
Viitorul scriitor s-a născut într-o familie din mica burghezie, după alți doi băieți. Tatăl lui era proprietarul unei papetării, ulterior devenind funcționar în mici întreprinderi, iar mama era casnică.
La școala corespunzătoare ciclurilor primar și gimnazial a fost bun la limba maghiară, limba germană și istorie, dar în rest era mediocru și recalcitrant. După aceea a început să urmeze o instituție de învățământ secundar numită școală comercială, de grad inferior liceului, dar a fost curând exmatriculat, în urma unui conflict cu un profesor.
Ca adolescent îl interesa mai mult actoria, participând regulat la spectacole de copii. Având și o altă pasiune, sportul, a frecventat antrenamente de box. În același timp a început să învețe limba franceză ca autodidact. A avut și ambiții literare începând cu adolescența. La 18 ani a scris o serie de poezii care au rămas în manuscris.
În 1924, la vârsta de 19 ani, s-a înscris la o școală de teatru particulară, ca să învețe actoria, pe care a terminat-o în 1927. Cândva în această perioadă și-a schimbat neoficial numele în Rejtő. A jucat de mai multe ori roluri episodice, dar și-a dat seama că nu prea are talent și a renunțat la actorie, dar voind în continuare să fie scriitor.

### În străinătate
În 1927, Rejtő a pornit într-o peregrinare în străinătate cu 100 de reichsmarks germane în buzunar, primite de la un prieten. Mai întâi a plecat la Berlin, unde a căutat să învețe dramaturgia în câteva teatre, câștigându-și existența prin îngrijirea calului unui jocheu. Apoi a mers la Hamburg, unde a lucrat ca hamal și vindea prin restaurante parfumuri falsificate, fapt pentru care a fost arestat pentru câteva zile. A trecut în Suedia, unde a lucrat ilegal ca pescar și a fost expulzat. A urmat Elveția, unde a fost vânzător ambulant ilegal de cusături populare ungurești, fapt pentru care a stat două săptămâni la închisoare. De acolo s-a dus la Praga, apoi la Viena, în aceste orașe trăind din munci fizice ocazionale.
În 1930 a ajuns la Paris, unde a fost pe rând hamal, vânzător de dulciuri, spălător de vase la restaurantul unui hotel și operator pe o mașină într-o fabrică de ciment. Și-a continuat periplul la Lyon, ca zilier la un circ, apoi, prin Avignon, la Marseille. Acolo s-a angajat ca muncitor pe vapoare, ajungând astfel în porturi din Spania și în Corsica. La Ajaccio a lucrat ilegal la construcția unor fortificații.
În autobiografia sa, Rejtő afirmă că s-a întors la Marseille și s-a angajat în Legiunea străină, ajungând cu ea în Africa, în Senegal, dar după scurt timp s-a înțeles cu un colonel medic să-l declare inapt, ca să scape de Legiune, voind să se întoarcă la Budapesta. Acest episod este contestat de majoritatea cercetătorilor care s-au ocupat de viața lui.
Este mai probabil că din Corsica, Rejtő a plecat la Genova, unde a stat câteva săptămâni fără adăpost, apoi la Milano. Aici a primit un pașaport provizoriu la consulatul ungar, dar autoritățile italiene au considerat că pașaportul este fals și l-au expulzat pe Rejtő în Austria. A fost arestat la Klagenfurt, dar a evadat și s-a întors ilegal la Veneția. Aici a simulat nebunia până a putut face rost de un bilet de tren, apoi a ajuns la Triest, și de acolo la Budapesta.
În tot timpul acestei peregrinări, Rejtő s-a confruntat cu sărăcia, suferind deseori de foame și de lipsă de adăpost. A călătorit cu mijloacele cele mai diverse: la început normal cu trenul, apoi, din lipsă de bani, mai mult pe acoperișuri de vagoane, cu tractorul, cu căruța sau pe jos.

### Din nou în Ungaria
La Budapesta, Rejtő s-a angajat la un ziar modest, cu mai multe funcții: reporter, paginator și secretar de redacție, pentru un salariu foarte mic. Avea și câțiva elevi cărora le dădea ore de limba franceză.
O întorsătură în viața lui a adus reîntâlnirea întâmplătoare cu un prieten din copilărie, care era autor de scenete comice la un teatru de cabaret. Acesta l-a luat pe Rejtő în calitate de coautor. În 1932, o scenetă de-a lor a avut un succes răsunător. Au continuat să scrie împreună și fiecare în parte scenete cu același succes. Cu cele peste o sută de scenete, mai multe librete de operetă și comedii pe care le-a scris ulterior, Rejtő a devenit din ce în ce mai cunoscut. O operetă a lui prezentată în 1934 a fost jucată de peste 150 de ori. Pentru prima oară a ajuns să nu aibă griji materiale, dar își risipea banii fără măsură.
A început să scrie și romane inspirate din experiențele peregrinărilor sale. Primul, romanul scurt A párisi front (Frontul parizian) a apărut în 1932, într-o revistă de literatură de consum, semnat cu numele său. De fapt s-a lansat ca romancier începând cu 1936, cu pseudonimele P. Howard și Gibson Lavery, publicând cel mai mult la editura de literatură de consum Nova, apoi la alte trei edituri.
În anii 1937-1938 a petrecut împreună cu soția aproape un an în Italia, de unde trimitea editurii sale fragmente din romanele la care lucra, precum și articole unui ziar.
Scriitorul petrecea mult timp în cafeneaua Japán, faimoasă pentru clienții ei scriitori celebri, unde mai și scria când nu chefuia sau nu juca cărți ori șah. Ducea o viață nesănătoasă, cu mult alcool, fumat, amfetamină, somnifere, joc de cărți, ruletă, pariuri la curse de cai, la care de obicei pierdea. La un moment dat a ajuns la epuizare nervoasă. În 1939 a petrecut două luni la un sanatoriu, dar după aceea a lucrat tot atât de intens, mai ales că rescria de mai multe ori cele scrise.

### Sfârșitul
În 1938 a apărut prima lege discriminatorie pentru evrei, urmată de alte trei, tot mai dure. Situația evreilor s-a înrăutățit în 1941, când Ungaria a intrat în cel de-al Doilea Război Mondial, apoi și mai mult cu o lege din 1942, care prevedea recrutarea tinerilor evrei în serviciul muncii în locul serviciului militar și mobilizarea rezerviștilor evrei în acest serviciu. Ei erau trimiși pe front fără arme și sub pază, la tot felul de munci periculoase. Rejtő a scăpat de acest serviciu până când un ziar apropiat de Partidul Crucilor cu Săgeți, pronazist, a publicat în octombrie 1942 un amplu articol despre evreul Rejtő care șade în cafeneaua Japán și își scrie romanele fără să primească ordin de chemare.

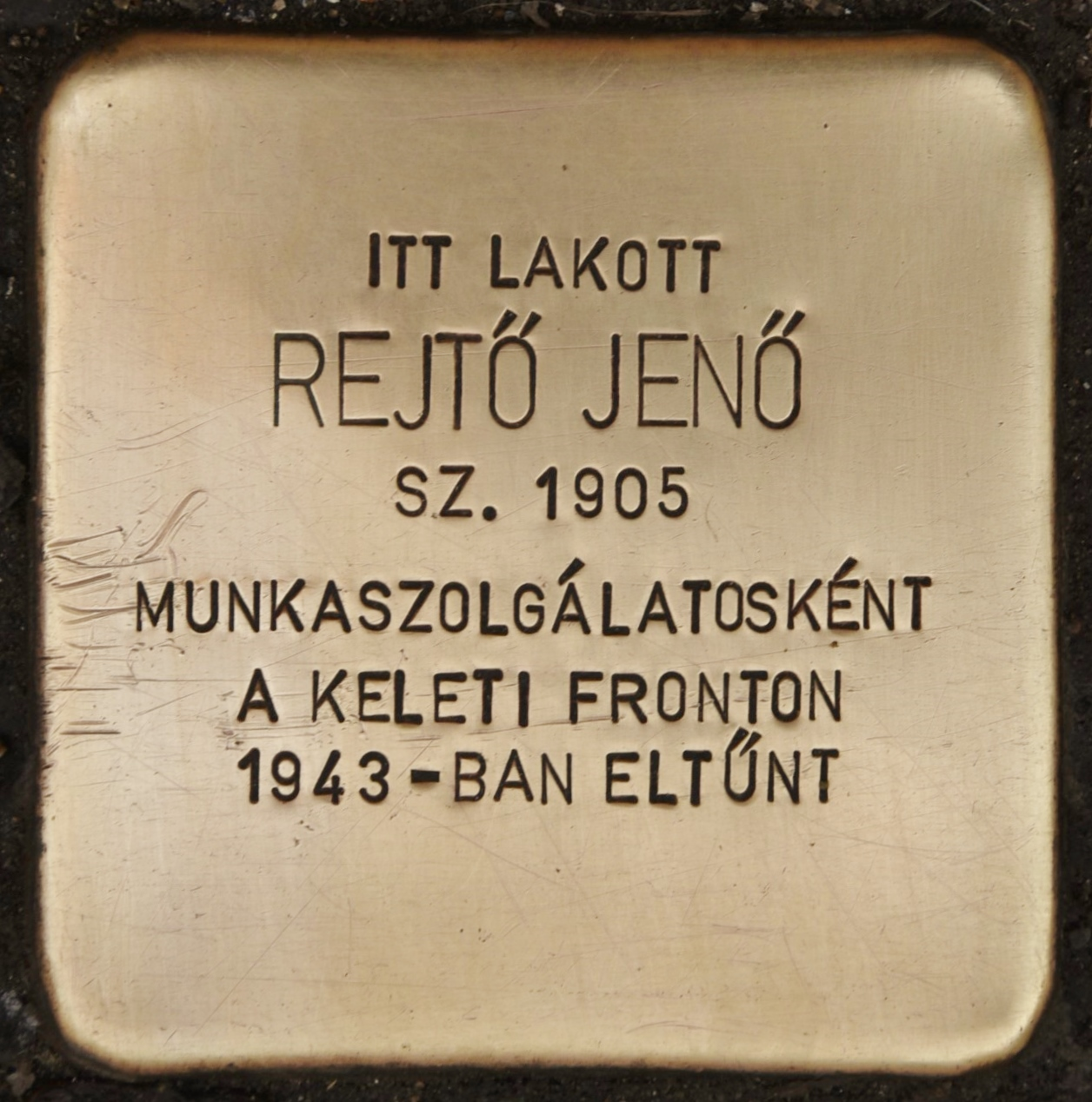
Pavea comemorativă înaintea unuia din domiciliile lui Jenő Rejtő, în amintirea soartei lui.

Imediat după aceasta, Rejtő a primit ordinul și la sfârșitul lui noiembrie a fost dus pe front. În decembrie era deja foarte frig în Rusia. A ajuns epuizat până lângă satul Evdakovo⁠(d), din regiunea Voronej. Mulți dintre camarazii lui mureau degerați sau de tifos exantematic. Rejtő s-a îmbolnăvit și el de tifos, și există informația neconfirmată oficial că a murit la 1 ianuarie 1943. Oficial a fost menționat ca dispărut la acea dată.
În 2003 s-a inaugurat la Rudkino⁠(d), în regiunea Voronej, un cimitir cu gropi comune ale militarilor unguri căzuți în regiune, cu plăci comemorative pentru 56.000 de militari, fără să fie atestat oficial despre toți că sunt înmormântați acolo. Pe una din ele figurează și numele scriitorului.

### Viața particulară
Rejtő a avut numeroase legături amoroase, marcate de infidelități. S-a căsătorit în 1935 cu una din dactilografele cărora le dicta scrierile lui, dar s-a despărțit de ea după un an și jumătate, apoi au divorțat. Pe la sfârșitul războiului, această femeia a fost deportată și a căzut victimă a holocaustului.
Scriitorul s-a recăsătorit în 1937 tot cu o dactilografă a lui, care era și traducătoare. Și căsătoria lor a durat numai un an. A mai avut o legătură relativ durabilă, dar nu s-au putut căsători din cauza legilor rasiale care interziceau căsătoriile între evrei și creștini. Rejtő nu a avut copii.

## Opera
Jenő Rejtő a scris foarte mult, mai ales romane, care pot fi clasate în trei categorii:
- romane de aventuri având drept cadru Legiunea străină;
- romane polițiste;
- romane western.

În afară de romane a mai scris și relatări de călătorie, nuvele, comedii, scenete comice și librete de operetă, toate publicate numai postum.
Opera scriitorului este completată de unele filme la care a participat scriind sinopsisul sau scenariul lor, singur sau în colaborare, cu numele lui sau în locul altora, fiind plătit de aceștia.

### Adaptări
După romane ale scriitorului au fost realizate trei filme de cinema maghiare, două diafilme, numeroase spectacole de teatru, mai multe piese de teatru radiofonic, emisiuni radiofonice și de televiziune de scenete comice. Un loc aparte ocupă numeroasele adaptări ca benzi desenate apărute în reviste, sub formă de foileton.

### Primirea operei
Romanele lui Rejtő au fost și sunt populare în Ungaria. Reeditarea lor postumă a început după război, în 1946, dar a încetat în 1947. Se găseau numai pe piața neagră, deoarece regimul politic comunist de tip stalinist le-a interzis. Reeditarea a reînceput în 1956, iar mai târziu au fost publicate și scrieri inedite ale autorului. Totodată, istoricii și criticii literari și-au îndreptat atenția asupra lor.

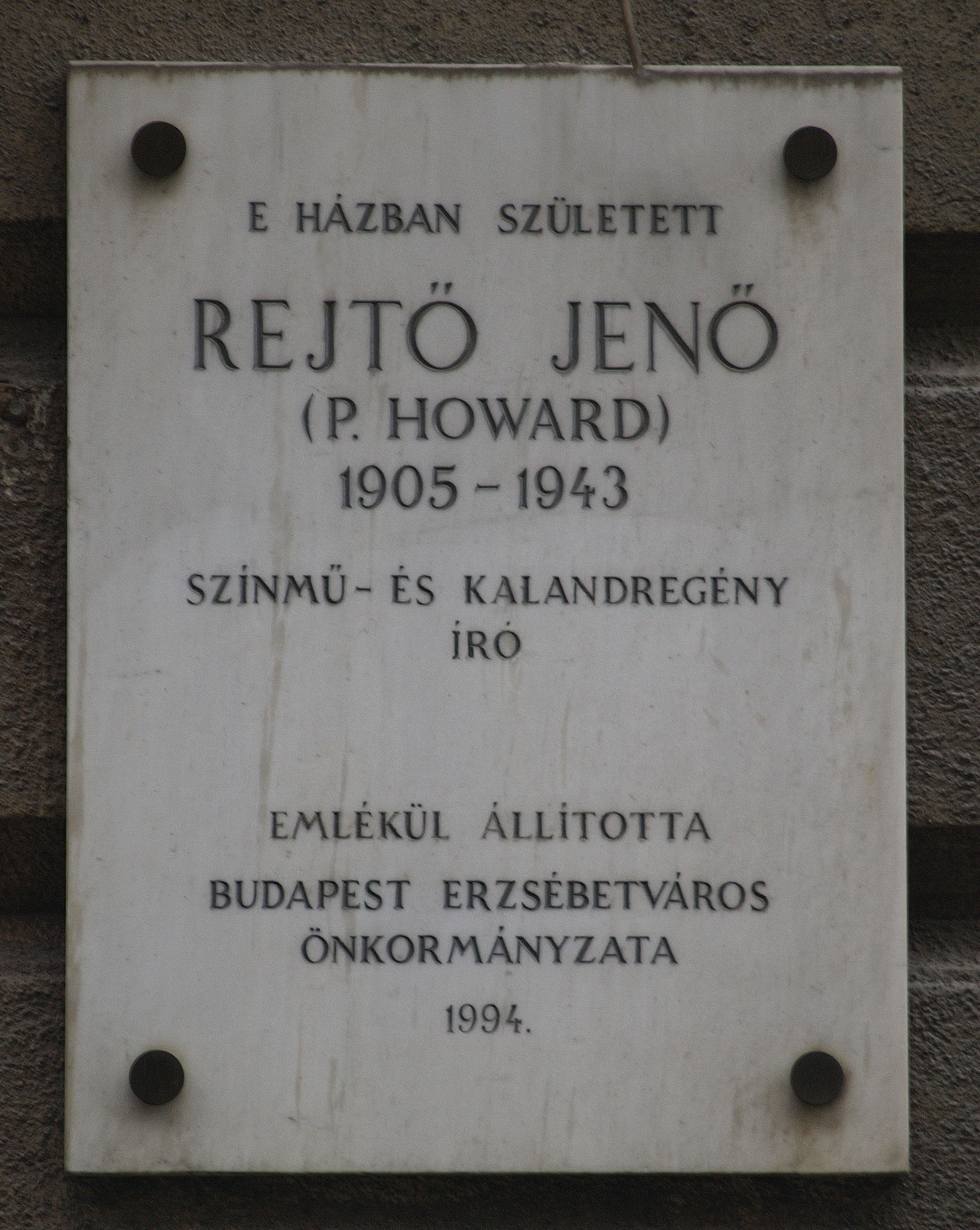
Placă comemorativă la unul din domiciliile lui Jenő Rejtő.

Rejtő este puțin cunoscut în afara Ungariei. Numai câteva romane ale lui au fost traduse, însă, în număr diferit, în optsprezece limbi. În română au apărut:
- Orașul revolverelor mute, Iași, Junimea, col. Fantomas, 1971;
- Fred-Jeg, Căpitanul, București, Porus, 1988, ISBN 973-9127-30-4;
- Carantină la Grand Hotel. Ciclonul blond, traducere de George Volceanov, București, Univers, col. Enigma, 1990, ISBN 973-34-0139-0;
- Cu nebunii să nu te pui, București, Editura Z, 1993, ISBN 973-9127-89-4
- Garnizoana morții, traducere de Anca Dan și George Volceanov, București, Editura Z, 1994.

În timpul vieții și până spre sfârșitul anilor 1950, Rejtő a fost considerat numai un scriitor de literatură de consum, dar după această perioadă, istoria și critica literară l-au găsit demn să fie prezent în istoria literaturii maghiare de calitate. Caracteristica principală a scriitorului este umorul dus până la grotesc și la absurd, servit de un limbaj inventiv, bogat în jocuri de cuvinte, care face din romanele sale parodii ale romanelor de consum la modă în vremea sa. Astfel se ridică spre literatura de calitate, fără ca autorul să fie suficient de mare artist și gânditor ca vreo carte a sa să ajungă la nivelul de capodoperă.
Rejtő a început să fie onorat numai la mult timp după moarte, datorită popularității sale. Din 1999 este cetățean de onoare post-mortem al sectorului VII din Budapesta (Erzsébetváros), i se consacră expoziții, festivaluri, se dă numele lui unor drumuri publice, titluri ale cărților și nume ale personajelor sale apar pe firmele unor unități de alimentație publică etc.